# Antonio Cerdá y Lloscos
Antonio Cerdá y Lloscos (Santa Margalida, 1390 – Roma, 12 settembre 1459) è stato un cardinale e arcivescovo cattolico spagnolo.

## Biografia
Nato a Santa Margalida sull'isola di Maiorca, studiò scienze umane a Palma di Maiorca e teologia presso l'università di Lérida dove ottenne il dottorato in teologia e il titolo di magister.
Entrò nell'ordine della Santissima Trinità nel convento dello Spirito Santo di Maiorca. Professore di teologia morale, teologia scolastica, Sacra Scrittura e Diritto Canonico presso l'università di Lérida, fu nominato dal suo ordine procuratore generale a Roma, dove fu scelto da papa Niccolò V come consigliere per gli studi di filosofia e teologia.
Venne nominato arcivescovo di Messina l'8 gennaio 1448 su proposta di Alfonso V d'Aragona, re di Napoli.
Fu creato cardinale presbitero da papa Niccolò V nel concistoro del 16 febbraio 1448 con il titolo cardinalizio di San Crisogono. Il 28 marzo 1449 fu trasferito alla sede di Lérida. Il 6 giugno 1455 ricevette in amministrazione la diocesi di Giovinazzo fino al 1458.
Partecipò a due conclavi: quello del 1455, che elesse papa Callisto III; e quello del 1458, che elesse papa Pio II; in entrambi fu considerato uno dei papabili. Fu camerlengo del collegio dei cardinali nell'anno 1456.
Morì a Roma il 12 settembre 1459 e fu sepolto nella basilica di San Pietro in Vaticano. La sua tomba è andata distrutta quando la basilica fu ricostruita nel XVI secolo.